# Huawei Symantec
Huawei Symantec Technologies Co. Ltd. (кит. упр. 华为赛门铁克科技有限公司, пиньинь Huáwéi Sàiméntiěkè Kējì Yǒuxiàn Gōngsī, палл. Хуавэй Саймэньтекэ Кэцзи Юсянь Гунсы) является разработчиком, производителем и поставщиком систем и решений по сетевой защите, хранению данных и вычислительным комплексам. Штаб-квартира находится в г. Чэнду, Китай .
Huawei Symantec — это совместное предприятие компаний Huawei и Symantec. Компания Huawei владеет 51 % акций, а компания Symantec — 49 % .
Джон У. Томпсон, председатель и генеральный директор компании Symantec, занимает пост председателя совета директоров Huawei Symantec. Жэнь Чжэнфэй, основатель и генеральный директор компании Huawei, занимает пост генерального директора Huawei Symantec .
в 2012 году компания Symantec вышла из совместного предприятия с компанией Huawei, продав 49 % акций за 530 млн долларов США

## Научно-исследовательская деятельность
Huawei Symantec владеет более 300 патентами в областях систем хранения данных и сетевой безопасности, более 30 из них были приняты в качестве официальных технологических стандартов . Учёные и исследователи Huawei Symantec принимают активное участие в работе различных стандартизирующих организаций, занимая председательствующие посты . Более 50 % сотрудников напрямую вовлечены в научно-исследовательскую деятельность; научно-исследовательские лаборатории находятся в городах Пекин, Шэньчжэнь, Ханчжоу в Китае, а также в Индии .

## История
- 2000: Компания Huawei начала научно-исследовательские разработки в области технологий сетевой безопасности; Корпорация Symantec является разработчиком и поставщиком антивирусного ПО и ПО резервного копирования
- 2004: Компания Huawei начала разработки в области систем хранения данных
- 2005: Компания Symantec приобретает компанию Veritas Software, разработчика и производителя ПО управления жизненным циклом информации
- 2007 (Май): Компании Huawei и Symantec подписывают соглашение об учреждении совместного предприятия в целях разработки и внедрения комплексных решений в граничащих и сходящихся областях передачи и защиты данных, их обработки и хранения [8].
- 2008 (Февраль): Официальное учреждение СП Huawei Symantec.
- 2012: компания Symantec вышла из совместного предприятия с компанией Huawei, продав 49% акций за 530 млн. долларов США

## Использованная литература
1. ↑  Jander, Mary (23 мая 2007). Huawei & Symantec Make It Official. Byte and Switch. Архивировано из оригинала 14 февраля 2009. Дата обращения: 14 февраля 2009.
2. ↑  Contact Us – Huawei Symantec. Huawei Symantec. Дата обращения: 14 февраля 2009. Архивировано из оригинала 14 февраля 2009 года.
3. ↑  Huawei Technologies и Symantec образуют совместное предприятие. Itsec.ru. 25 мая 2007. Архивировано 5 марта 2010. Дата обращения: 15 февраля 2009.
4. ↑  Huawei, Symantec finalize storage, security JV. EE Times Asia. EE Times. 7 февраля 2008. Архивировано 26 февраля 2008. Дата обращения: 14 февраля 2009.
5. ↑  Huawei Symantec: A Pilot of Storage and Network Security Solutions in the Information Era. Huawei Symantec. Дата обращения: 14 февраля 2009. Архивировано из оригинала 14 февраля 2009 года.
6. ↑  Corporate Briefing Of Huawei Symantec (2008). Huawei Symantec (2008). Дата обращения: 14 февраля 2009. Архивировано из оригинала 14 февраля 2009 года.
7. ↑  Huawei Symantec Overview. Huawei Symantec. Дата обращения: 14 февраля 2009. Архивировано из оригинала 14 февраля 2009 года.
8. ↑  Tan, Lynn (22 мая 2007). Huawei, Symantec forge joint venture. ZDNet. CBS Interactive. Архивировано из оригинала 14 февраля 2009. Дата обращения: 14 февраля 2009.